# Nueva Arcadia
Nueva Arcadia é um município de Honduras, localizado no departamento de Copán.